# Pleuricospora fimbriolata
Pleuricospora fimbriolata är en ljungväxtart som beskrevs av Asa Gray. Pleuricospora fimbriolata ingår i släktet Pleuricospora och familjen ljungväxter. Inga underarter finns listade i Catalogue of Life.

## Bildgalleri

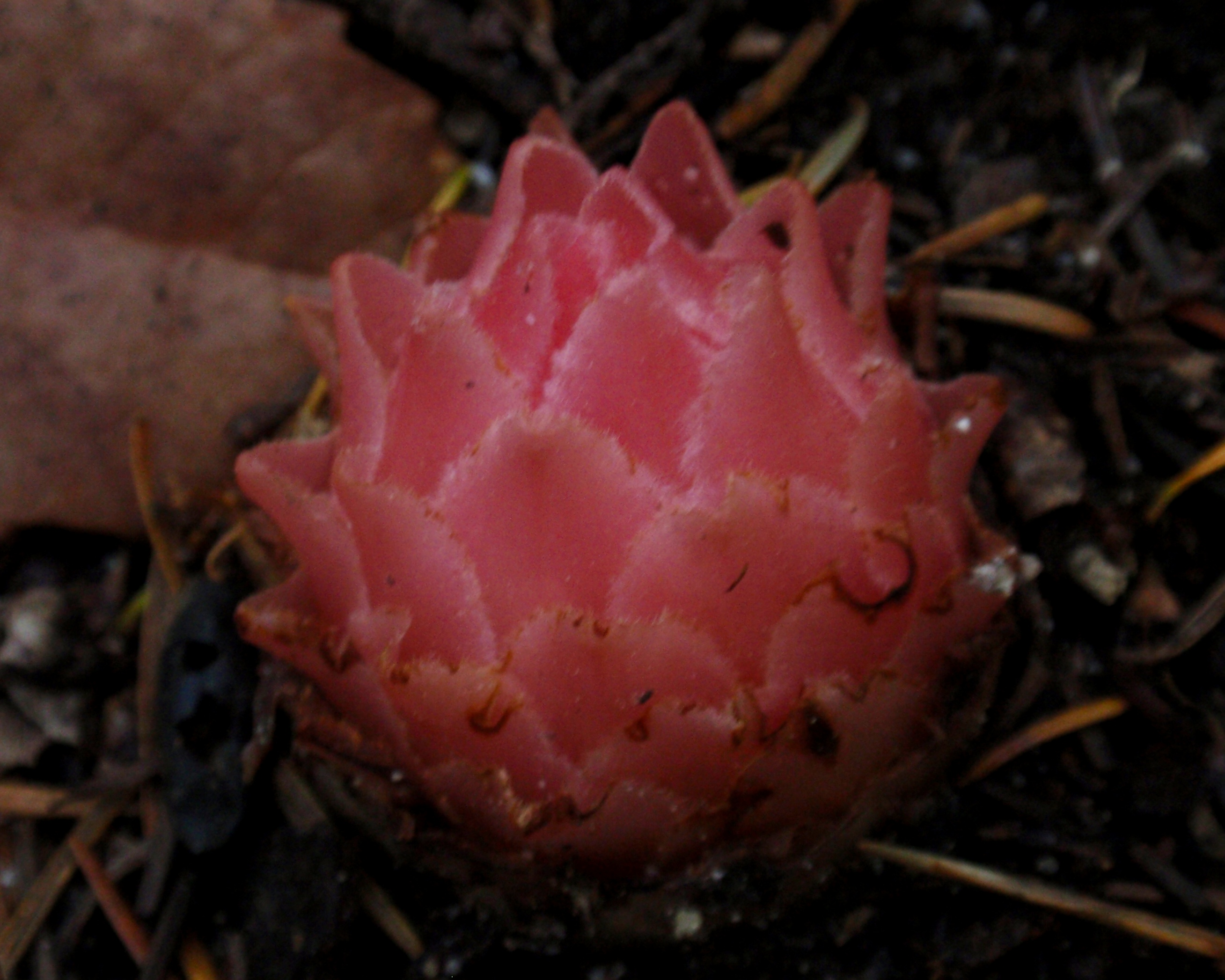